# Борхардт, Георг
Георг Герман Борхардт (нем. Georg Hermann Borchardt; 1871—1943) — немецкий писатель

 и художественный критик; более известен под псевдонимом Георг Герман (нем. Georg Hermann).

## Биография

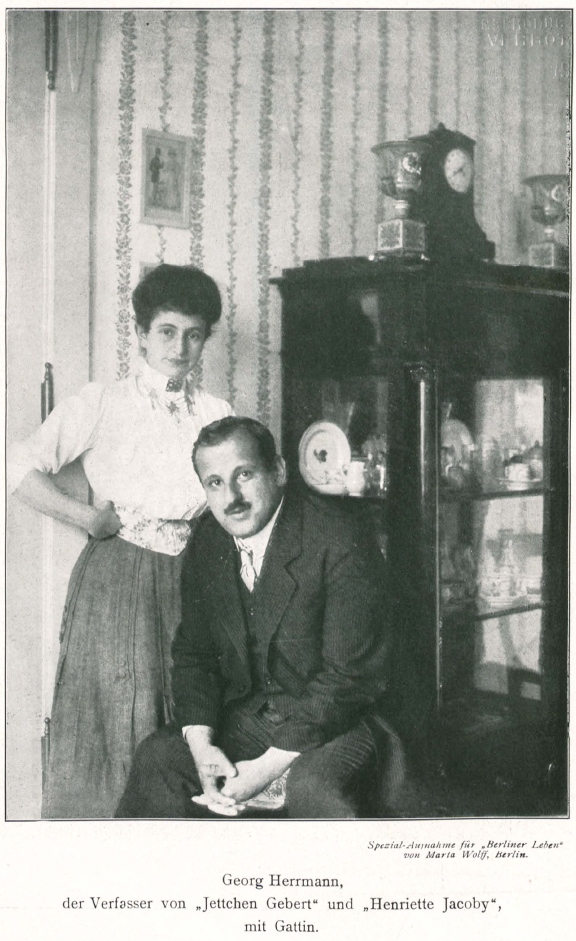
Борхардт с женой (1908 год)

Георг Герман Борхардт родился 7 октября 1871 года в Вильмерсдорфе (ныне часть Берлина) в еврейской семье. Брат писателя Рудольфа Борхардта и египтолога Людвига Борхардта.
Ещё в начале XX века, на страницах «Еврейской энциклопедии Брокгауза и Ефрона», говорилось, что Борхардт «обладающий тонким вкусом, считается одним из наиболее авторитетных критиков современной Германии», а «собранные им статьи в книге Skizzen und Silhouetten (1902) пользуются большой известностью».
Из других работ Борхардта наибольший интерес вызвали: «Max Liebermann» (1904); «Die deutsche Karrikatur im 19. Jahrh.» (1901), «Simplicissimus und seine Zeichner» (1900), а также роман «Jettchen Gebert», который увидел свет в 1906 году.
В 1909 году Борхардт стал соучредителем, а в 1910—1913 годах первым председателем «Schutzverband deutscher Schriftsteller», куда вошли многие известные литераторы пишущие на немецком языке.
После прихода к власти национал-социалистов и постоянных угроз в адрес семьи, он переехал в Голландию со своими двумя младшими дочерьми. Работы Георга Германа находились в чёрном списке у гитлеровцев и их предали огню при массовом сожжении книг в мае 1933 года.
В изгнании Герман продолжил работу и написал ещё несколько романов. После начала Второй мировой войны и оккупации вермахтом Нидерландов Георг Герман Борхардт вместе с семьёй был отправлен в концлагерь, где и был убит 19 ноября 1943 года.

### Романы
- Spielkinder, 1896
- Modelle, 1897
- Die Zukunftsfrohen, 1898
- Aus dem letzten Hause, 1900
- Jettchen Geberts Geschichte, 1906—1909 (120. Auflage 1927), verfilmt als Jettchen Geberts Geschichte 1. Teil: Jettchen Gebert 1918
- Henriette Jacoby, 1908, verfilmt als Jettchen Geberts Geschichte 2. Teil: Henriette Jacoby 1918
- Kubinke, 1910 (Die Geschichte eines Berliner Frisörs, 18. Aufl. 1922)
- Aus guter alter Zeit, 1911
- Die Nacht des Doktor Herzfeld, 1912 (19. Aufl. 1922)
- Heinrich Schön jr., 1915 (26. Aufl. 1922)
- Vom gesicherten und ungesicherten Leben, 1915 (5. Aufl. 1922)
- Der Guckkasten, 1916
- Einen Sommer lang, 4. Aufl. 1917
- Kleine Erlebnisse, 1920
- Schnee, 1921 (über den Weltkrieg)
- Die steile Treppe, 1925
- Der kleine Gast,. 1925
- Spaziergang in Potsdam, 1926
- Tränen um Modesta Zamboni, 1927
- Träume der Ellen Stein, 1929
- Grenadier Wordelmann, 1930
- November 18, 1930
- Das Buch Ruth, 1931
- Ruths schwere Stunde, Amsterdam 1934
- Rosenemil, 1935 (verfilmt 1993, ZDF)
- Der etruskische Spiegel. Zeichnungen von Charles Eyck, Verlag Menno Hertzberger, Amsterdam 1936. Charles Eyck war ein in den Niederlanden sehr bekannter Künstler.
- Nur für Herrschaften, 1949

### Драмы
- Der Wüstling, 1911
- Frau Antonie, 1917
- Mein Nachbar Ameise, 1918

### Другое
- Die deutsche Karikatur im 19. Jahrhundert, 1901
- Wilhelm Busch, Berlin 1902
- Skizzen und Silhouetten, Darmstadt 1902
- Moritz Coschell , Berlin 1904
- Max Liebermann, Berlin 1904
- Die Kette, 1917—1934 (fünfbändige Darstellung jüdischen Lebens des Deutschland von 1899—1923)
- Randbemerkungen, 1919 (politische Kommentare, 3. Aufl. 1920)
- Der doppelte Spiegel, Berlin 1926 (polemische Schrift über die Judenproblematik in Deutschland)
- Eine Zeit stirbt, 1933 (autobiographisch)
- M. B., der unbekannte Fussgänger, 1935 (autobiographisch)
- Weltabschied, 1935 (Essay, Reflexionen über sein eigenes Judentum)